# Будинок єврейського готелю (Покровська вулиця, Ніжин)
Будинок єврейського готелю — пам'ятка архітектури місцевого значення в Ніжині. Наразі тут розміщується відділ культури Ніжинської райадміністрації, різні офіси.

## Історія
Спочатку було внесено до «список пам'яток архітектури нововиявлених» під назвою «Готель», але з адресою Покровська, 7.
Наказом Міністерства культури і туризму від 21.12.2012 № 1566 надано статус «пам'ятник архітектури місцевого значення» з охоронним № 10049-Чр під назвою «Єврейський готель». Встановлено інформаційну дошку.

## Опис
Будинок збудований наприкінці ХІХ століття.
Одноповерховий, кам'яний, прямокутний у плані будинок. Фасад розчленовують пілястри, між якими чотирикутні віконні отвори завершує карниз. Оздоблений орнаментальною цегляною кладкою.